# Mungli
Mungli is een bestuurslaag in het regentschap Lamongan van de provincie Oost-Java, Indonesië. Mungli telt 936 inwoners (volkstelling 2010).